# Peine

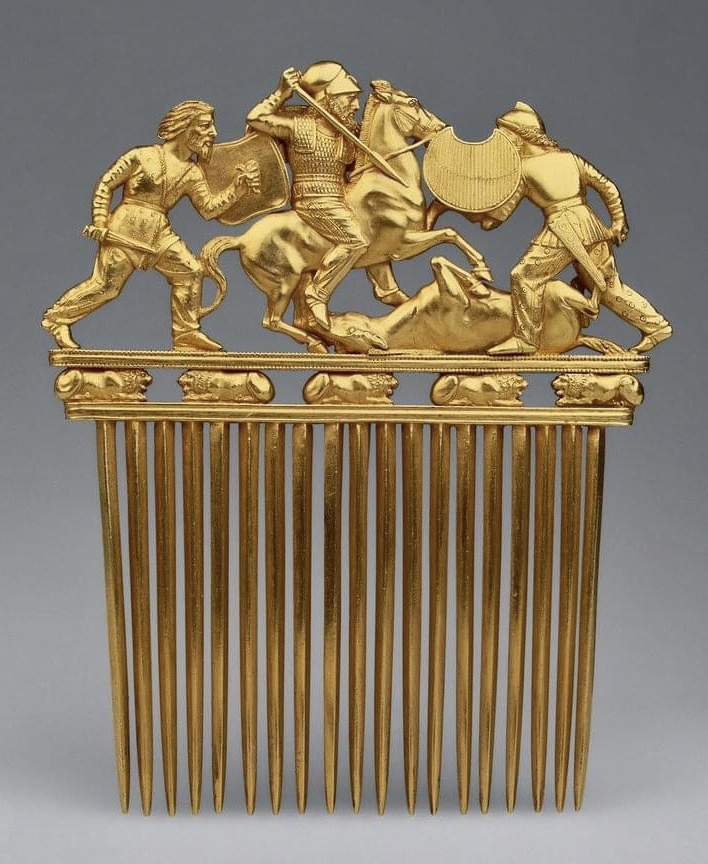
Peine de oro escita del expuesto en el Museo del Hermitage, situado en San Petersburgo, Rusia.

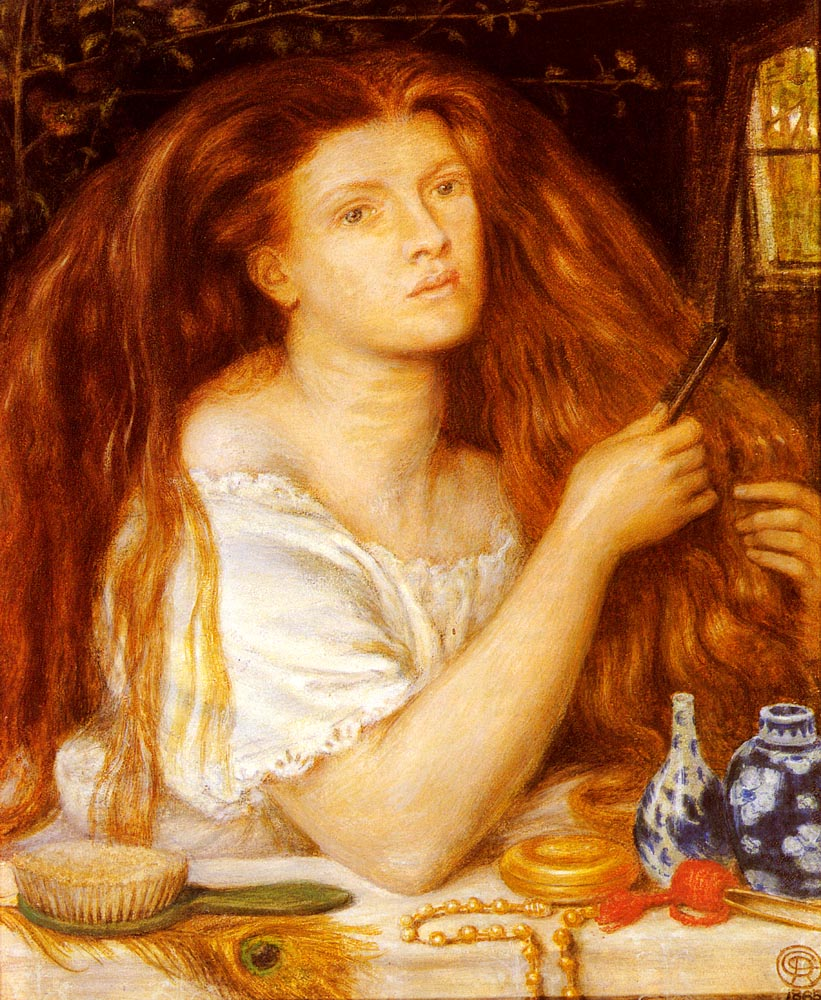
Dante Gabriel Rossetti – Mujer peinándose (1865).

El peine es un utensilio plano con púas que sirve para arreglar, desenredar y limpiar el cabello o componer otras fibras. Las púas se extienden desde una banda o tira maciza llamada forzal. Los peines se fabricaban antaño en concha de tortuga carey pero al estar prohibida la caza de esta tortuga, ahora los materiales más habituales son el plástico y la madera. 
Existen diferentes modelos que varían en el número y grosor de las púas, según el tipo de cabello o fibra que se desee arreglar. Básicamente, existen los siguientes tipos de peines: 
- Peines de púas anchas: se usan para peinar melenas con mucho pelo y para definir los rizos.
- Peines de púas estrechas: son útiles para peinar el cabello mojado.
- Peines mixtos: combinan púas anchas y estrechas, normalmente situadas a ambos lados del forzal. Pueden usarse unas u otras simplemente dando la vuelta al peine.

## Historia

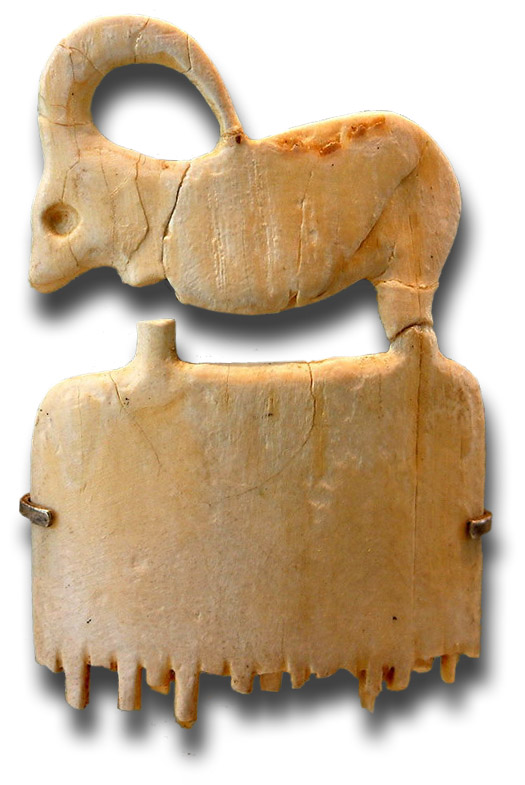
Peine egipcio de marfil de hipopótamo.

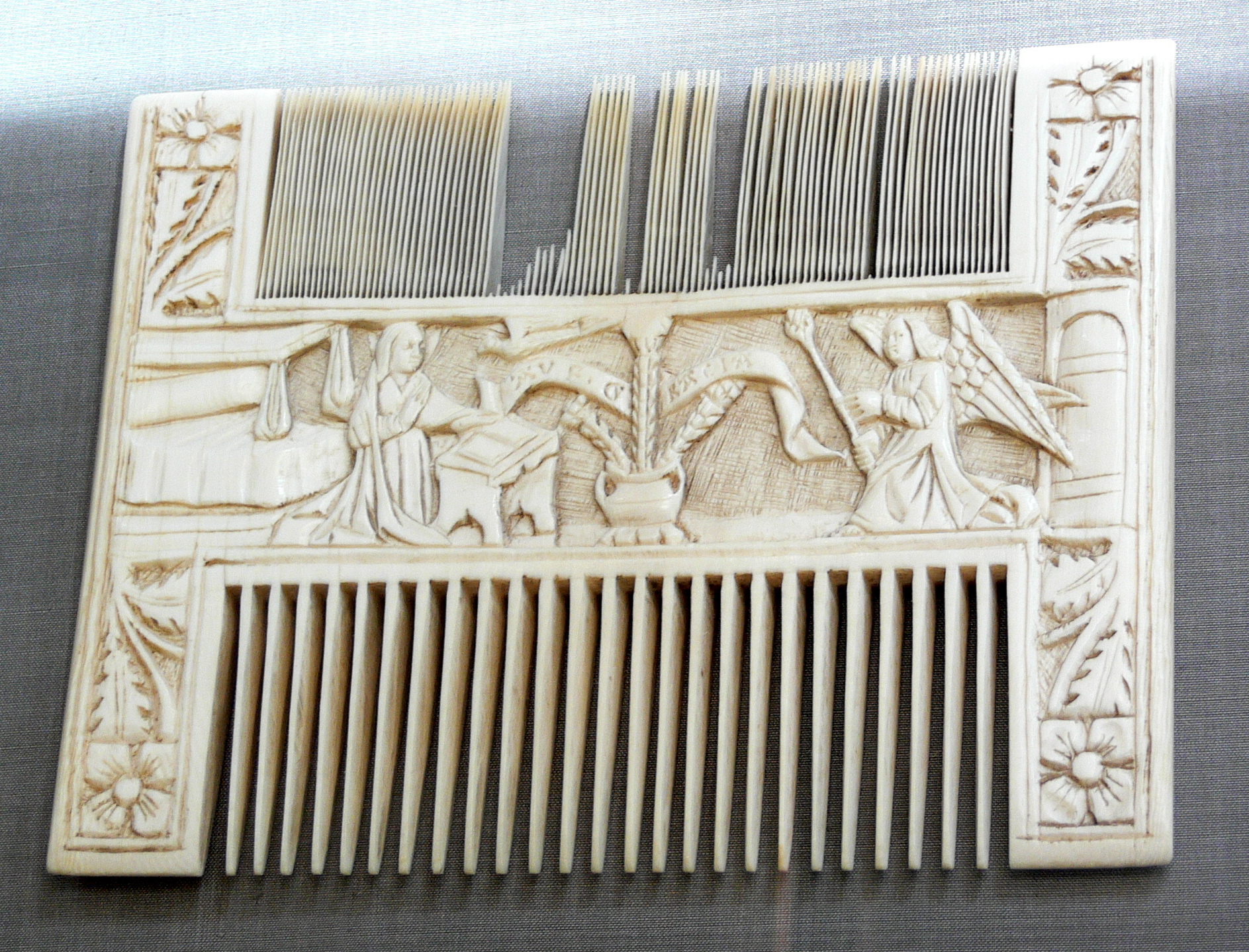
Peine litúrgico, posiblemente hecho en Italia,.

Los peines más antiguos se han encontrado en tumbas egipcias. Revisten formas parecidas a las actuales y con el doble destino de servir para el aseo de la cabeza y para el adorno del cabello. Los de esta segunda clase solo se han hallado representados en figuras pintadas. Los de aseo se han hallado como objetos reales y son de madera.
También se han hallado peines en registros arqueológicos no solo de la civilización egipcia sino en otros yacimientos de la prehistoria europea a partir de la primera Edad de los Metales. En 2017 se encontró un curioso peine de marfil datado alrededor del 1700 a. C. en el yacimiento de Laquis del antiguo Reino de Judá con un grabado en idioma cananeo con la inscripción que especificaba su uso: “Qué este colmillo [marfil] elimine los piojos del cabello y la barba“.
En Asiria, en el palacio de Sargón en Khorsabad, se descubrieron peines con figuras de león en la parte media. Peines de carácter mixto fueron hallados en cistas y sepulturas romanas, siendo su material el marfil, la concha de tortuga, el cobre y la madera. Luego comenzaron a ser hechos de otros metales más duros, pese a que lastimaban el cuero cabelludo. 
En la Edad Media, se usaban también como objeto litúrgico, hechos de marfil o de madera. El peine litúrgico, especialmente decorado se usaba ceremonialmente, tanto en el cristianismo católico como en el ortodoxo, y en el rito bizantino hasta el día de hoy.
Los de uso profano, al igual que los de uso religioso, solían, en dicha época (y aun en el siglo XVI), estar adornados con figuras en la parte media, entre las dos filas de puntas. El más antiguo de esta última clase es el llamado de San Lupo o San Lope en la catedral de Sens, Francia, del siglo XII. 
Sin embargo, los más antiguos entre los de uso profano son los de las civilizaciones egipcia, griega y romana, conservados en diferentes museos como los del Louvre, Museo Británico, Museo de Bruselas, Museo de Nápoles, Museo Arqueológico Nacional de Madrid, etc.

### Historia del peine en México
En un principio los mayas utilizaban, aun más que la vestimenta, los tocados como una forma de alargar el rostro y representar a personas de mayor jerarquía. Por lo tanto, los peines, hechos de madera o de hueso, solían utilizarse no sólo para limpiar y cuidar el cabello, sino también como pequeños adornos. Para este último uso se fabricaban con piedras semipreciosas como el jade.
Con el paso del tiempo y durante el periodo novohispano, los peines se fabricaron de otros materiales, como madera, y metales como el cobre. Además, las peinetas servían como un elemento más para denotar la pertenencia a un nivel superior de jerarquía social. Algunas incluso estaban hechas de oro. A finales del siglo XVI las personas dedicadas al arreglo y cuidado del cabello eran generalmente plebeyos y realizaban su trabajo visitando las casas de quienes solicitaban su servicio. Una de las herramientas que más utilizaban era el peine. A finales del siglo XIX y principios del XX, época de la Revolución mexicana, comenzó a surgir de manera formal el llamado «peluquero», quien utilizaba navajas, peines y tijeras para recortar el cabello. Además, solía desempeñar su oficio en un local específico, en donde brindaba sus servicios.
Sin embargo un avance notable para la historia de la herramienta se dio con la aparición del plástico o la parkesina, creada en 1861 por el inventor británico Alexander Parkes, que mostró que podía usarse para producir diversas herramientas como el peine.
Actualmente el peine es una herramienta básica y se encuentra plenamente inserta en nuestras actividades cotidianas.

## Sinónimos
- Escarmenador: instrumento para desenredar, desenmarañar o escarmenar; usado en la región oriente del estado de Morelos, México, por algunas personas de edad avanzada.

- Carmenador y peinilla.[11]

Verbos relacionados con el uso del peine son: acicalar, atusar, componer, adornar, ondular, marcar, batir, cardar. 